# Macrocera pilosa
Macrocera pilosa är en tvåvingeart som beskrevs av Landrock 1917. Macrocera pilosa ingår i släktet Macrocera och familjen platthornsmyggor. Arten är reproducerande i Sverige. Inga underarter finns listade i Catalogue of Life.